# Маска Гатчінсона
Маска Гатчінсона (англ. Hutchinson's mask) — симптом пізнього сифілісу, зустрічається при спинній сухотці. Являє собою суб'єктивне відчуття пацієнта, ніби його обличчя вкрите маскою або прозорою мережею, схожою на павутиння.
Названий симптом на честь британського лікаря Джонатана Гатчінсона, який вперше його описав.